# Jan Svatopluk Presl
Jan Svatopluk Presl, född 4 september 1791 i Prag, död där 6 april 1849, var en tjeckisk språk- och naturvetare. Han var bror till Karel Bořivoj Presl. 
Presl blev medicine doktor 1816, professor i zoologi i Olmütz 1819 och i Prag 1820. Hans författarskap var särdeles omfattande, men största delen av hans mycket betydande skrifter i botanik, zoologi och medicin gavs ut på tjeckiska och blev därför aldrig särskilt uppmärksammad.
Auktorsnamnet J.Presl kan användas för Jan Svatopluk Presl i samband med ett vetenskapligt namn inom botaniken; se Wikipediaartiklar som länkar till auktorsnamnet.